# WonderMedia
WonderMedia est une série de SoC d'architecture ARM de la société taïwanaise VIA Technologies.
Dans la série on peut citer les SoC :
| Modèle | Cœur               | Architecture | fréquence CPU | GPU             |
| ------ | ------------------ | ------------ | ------------- | --------------- |
| WM8505 | ARM926EJ-S         | ARMv5        | 300 MHz       |                 |
| WM8650 | ARM926EJ-S         | ARMv5        | 600 MHz       |                 |
| WM8750 | ARM1176JZF         | ARMv6        | 800 MHz       | ARM Mali-200    |
| WM8950 | ARM Cortex-A9      | ARMv7        | 800 MHz       | ARM Mali-400    |
| WM8860 | Dual ARM Cortex-A7 | ARMv7        | 1200 MHz      | ARM Mali-450    |
| WM8880 | Dual ARM Cortex-A9 | ARMv7        | 1500 MHz      | ARM Mali-400MP2 |
| WM8950 | ARM Cortex-A9      | ARMv7        | 1000 MHz      | ARM Mali-400    |
| WM8980 | Dual ARM Cortex-A9 | ARMv7        | 1200 MHz      | ARM Mali-400MP2 |

Ces puces sont principalement répandues sous la forme de netbook bas de gamme sous Android.